# Вандерворт (Арканзас)
Вандерворт (англ. Vandervoort) — місто (англ. town) в США, в окрузі Полк штату Арканзас. Населення — 115 осіб (2020).

## Географія
Вандерворт розташований за координатами 34°22′47″ пн. ш. 94°21′54″ зх. д. / 34.37972° пн. ш. 94.36500° зх. д. (34.379781, -94.364919).  За даними Бюро перепису населення США в 2010 році місто мало площу 0,75 км², з яких 0,74 км² — суходіл та 0,01 км² — водойми.

## Демографія
Згідно з переписом 2010 року, у місті мешкало 87 осіб у 32 домогосподарствах у складі 23 родин. Густота населення становила 116 осіб/км².  Було 47 помешкань (62/км²). 
Расовий склад населення:
| - 98,9 % — білих - 1,1 % — корінних американців |

До двох чи більше рас належало 0,0 %. Іспаномовні складали 1,1 % від усіх жителів.
За віковим діапазоном населення розподілялося таким чином: 28,7 % — особи молодші 18 років, 62,1 % — особи у віці 18—64 років, 9,2 % — особи у віці 65 років та старші. Медіана віку мешканця становила 29,3 року. На 100 осіб жіночої статі у місті припадало 81,2 чоловіків;  на 100 жінок у віці від 18 років та старших — 82,4 чоловіків також старших 18 років.
Середній дохід на одне домашнє господарство  становив 22 509 доларів США (медіана — 18 750), а середній дохід на одну сім'ю — 22 936 доларів (медіана — 19 000). За межею бідності перебувало 58,8 % осіб, у тому числі 64,5 % дітей у віці до 18 років та 0,0 % осіб у віці 65 років та старших.
Цивільне працевлаштоване населення становило 12 особи. Основні галузі зайнятості: роздрібна торгівля — 33,3 %, освіта, охорона здоров'я та соціальна допомога — 25,0 %, сільське господарство, лісництво, риболовля — 16,7 %.